# Haeduusok

Gallia térképe a Kr. e. 1. században, a haeduus törzs feltételezett szállásterületeivel.

A haeduusok vagy aeduusok (latin, lásd még Aeduui, Haeduui, Heduui, görög Aidouoi) gall (kelta) nép volt Gallia Lugdunensisben, akik az Arar (Saône) és a Liger (Loire) közti területeket népesítették be az ókorban a mai Franciaországban.
Sztrabón szerint az Arar és a Dubis (Doubs) közt laktak, de ez helytelen.
A területeik a mai Saône-et-Loire, Côte-d’Or és Nièvre régiókat fedték. Livius azt irja, hogy már a Kr. e. 6. században Itália ellen támadtak, Bellovesus 
hadjáratában.
Még Julius Caesar gall hadjárata előtt Róma szövetségeséül szegődtek, és ezzel kiérdemelték a „rómaiak testvérei” cimet. Amikor a sequanusok – az Arar túlpartján lakó szomszédaik, akikkel állandó viszályban éltek – a germán törzsfő Ariovistus segítségével megtámadták és leigázták őket, az aeduusok Divitiacus druidát küldték Rómába, hogy a senatus segítségét kérje. Sikertelenül.
Kr. e. 58-ban Galliába érkezve Caesar első dolga volt helyreállítani a függetlenségüket. A haedusok mégis a Caesar elleni gall szövetséghez csatlakoztak, de Vercingetorix alesiai veresége után újra Róma védőszárnyai alá húzódtak.
Augustus lerombolta Bibractét, a haeduusok fővárosát, és új várost épített helyette, a félig római, félig gall nevű Augustodunumot (a mai Autun).
Kr. u. 21-ben, Tiberius uralkodása idején, a haedusok Julius Sacrovir vezetésével fellázadtak,  de (mint Tacitus irja) Gaius Silius leverte a felkelést.

## Magyar vonatkozás
A bibractei ásatásokban az Eötvös Loránd Tudományegyetem kutatói is részt vettek.